# ژوآو پینتو
ژوآو ویرا پینتو (انگلیسی: João Vieira Pinto; زاده ۱۹ اوت ۱۹۷۱) بازیکن فوتبال اهل پرتغال است.
وی در تیم ملی فوتبال پرتغال بازی کرده‌است.